# 1945
1945 (MCMXLV) fue un año común comenzado en lunes según el calendario gregoriano.
Este año marcó el fin  de la Segunda Guerra Mundial, tras la derrota de las Potencias del Eje (la Italia Fascista, la Alemania Nazi  y el Japón Imperial respectivamente); las fuerzas aliadas (particularmente Estados Unidos y la Unión Soviética) emergen como superpotencias globales y rápidamente establecen su hegemonía alrededor del  mundo; pero eso traería como consecuencia el inicio de una rivalidad ideológica conocida como la Guerra Fría que iniciará dos años después.
También fue el año en el que se utiliza por primera y única vez armas nucleares durante la etapa final de la conflagración global, cuando Estados Unidos decide lanzar dos bombas atómicas en las ciudades japonesas de Hiroshima y Nagasaki,  provocando la destrucción total de las ciudades mencionadas y la muerte directa de miles de civiles, así contribuyendo el fin de la guerra.

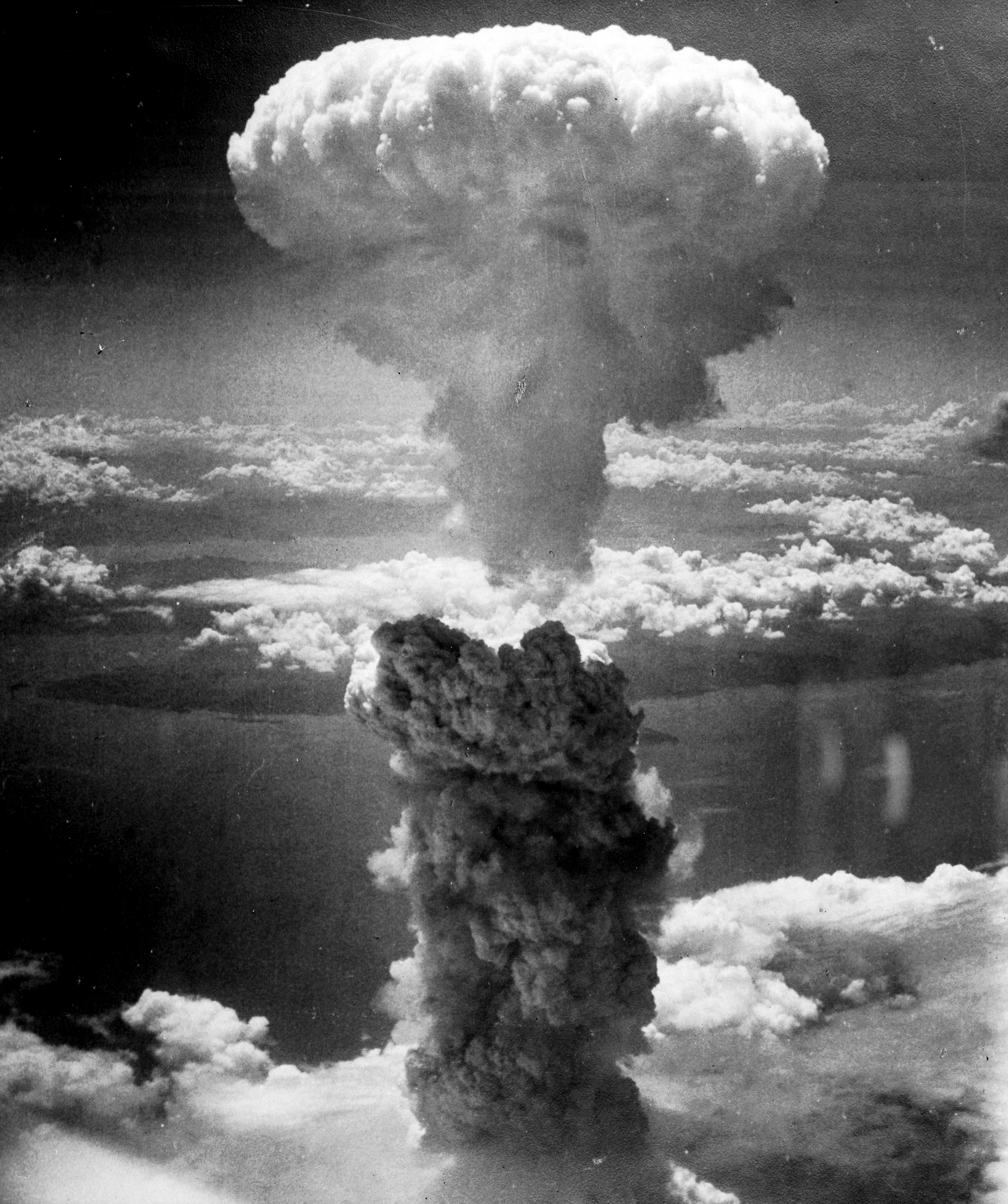
Hongo nuclear resultado de la bomba atómica lanzada sobre Nagasaki en 1945

## Acontecimientos

### Enero
- 2 de enero: en Japón ―en el marco de la Segunda Guerra Mundial― aviones estadounidenses y británicos atacan Taiwán y Okinawa.
- 3 de enero: en Bélgica ―en el marco de la Segunda Guerra Mundial―, la ofensiva alemana de las Ardenas fracasa en la ciudad de Bastogne.
- 5 de enero: la Unión Soviética reconoce al nuevo régimen prosoviético de Polonia.
- 6 de enero: la escritora Carmen Laforet recibe el I Premio Nadal, por su novela Nada.
- 10 de enero: en Londres, el rey Jorge VI inaugura solemnemente los trabajos preparatorios de la Organización de las Naciones Unidas.
- 11 de enero: en España se decreta la ley fundacional del Instituto de Cultura Hispánica (actualmente es la AECID).
- 13 de enero: en el marco de la Segunda Guerra Mundial, la aviación estadounidense comienza un ataque contra Saigón (Vietnam), Hong Kong y Amoy (China).
  - en Japón se registra un terremoto de 6,8 que deja más de 2.300 muertos.
- 14 de enero: en Chile comienza la 18.ª edición de la Copa América.
- 20 de enero: en Washington (Estados Unidos), el demócrata Franklin D. Roosevelt jura como presidente para un cuarto mandato.
- 23 de enero: En Argentina, Juan Domingo Perón (secretario de Trabajo y Previsión, y futuro presidente de la República) decreta la obligatoriedad de las vacaciones pagadas para todos los trabajadores argentinos.[1]
- 27 de enero: en Polonia ―en el marco de la Segunda Guerra Mundial― el ejército soviético llega al campo de concentración de Auschwitz y liberan a más de cinco mil prisioneros.
- 30 de enero: en el mar Báltico, 150 km al noroeste de la ciudad polaca de Dánzig ―en el marco de la Segunda Guerra Mundial― la Armada Soviética hunde mediante torpedos al buque alemán Wilhelm Gustloff. Mueren 9343 personas (civiles y militares) y 1239 son rescatadas por naves alemanas.

### Febrero
- 1 de febrero: En Filipinas ―en el marco de la Segunda Guerra Mundial― las tropas estadounidenses y australianas vuelven a Manila.
- 1 de febrero: en el Teatro Español (de Madrid) se estrena el drama La cárcel infinita, de Joaquín Calvo Sotelo.
- 3 de febrero: en la Alemania nazi ―en el marco de la Segunda Guerra Mundial―, los aliados lanzan 3000 toneladas de bombas sobre Berlín.
- 3 de febrero: el Gobierno español crea, por decreto, el monopolio Tabacalera S. A.
- 4 de febrero: en Bélgica, las tropas alemanas nazis abandonan Büllingen y terminan de evacuar ese país.
- 4 de febrero: en la Conferencia de Yalta, Franklin Delano Roosevelt (Estados Unidos), Winston Churchill (Imperio británico) y Iósif Stalin (Unión Soviética) se reparten Europa.
- 6 de febrero: en Londres se abre la Conferencia Sindical Mundial.
- 6 de febrero: en Quito (Ecuador) se funda el club de fútbol Sociedad Deportiva Aucas.
- 6 de febrero: en Portugal se reglamenta el toreo.
- 11 de febrero: se clausura la Conferencia de Yalta, en la que Roosevelt, Churchill, y Stalin acuerdan el reparto de poder en el mundo tras el final de la guerra.
- 13 de febrero: las fuerzas soviéticas expulsan a los nazis alemanes y a los colaboracionistas húngaros de la ciudad de Budapest.
- 15 de febrero: en Alemania ―en el marco de la Segunda Guerra Mundial―, los aliados perpetran el bombardeo de Dresde, el cuarto mayor bombardeo sobre población civil de la historia humana (el peor fue el bombardeo de Tokio, en la noche del 9 al 10 de marzo de 1945, en el que los estadounidenses mataron a 0,2 millones de personas en una sola noche, el segundo fue el bombardeo de Hiroshima y el tercero el de Nagasaki, ambos en agosto de 1945). Debilitada por los bombardeos e incendios de los días 13 y 14, se derrumba la famosa iglesia Frauenkirche, de Dresde.
- 15 de febrero: en Alemania ―en el marco de la Segunda Guerra Mundial―, el ejército ruso toma posiciones a 80 km de Berlín.
- 16 de febrero: en Filipinas ―en el marco de la Segunda Guerra Mundial―, el ejército de Estados Unidos ataca el bastión de Corregidor.
- 16 de febrero: en el océano Pacífico ―en el marco de la Segunda Guerra Mundial― se inicia la batalla de Iwo Jima.
- 19 de febrero: 30 000 marines estadounidenses desembarcan en Iwo Jima.
- 21 de febrero al 6 de marzo: en la Ciudad de México se lleva a cabo la Conferencia Interamericana sobre los Problemas de la Guerra y de la Paz (Conferencia de Chapultepec).
- 23 de febrero: en la Alemania nazi, Heinrich Himmler ordena el desmantelamiento de la planta de falsificación en Sachsenhausen, llamada Operación Bernhard. Poniendo fin a la mayor operación de falsificación de la Historia.
- 24 de febrero: en Egipto, el presidente Ahmed Maher Pasha es asesinado en el parlamento después de leer un decreto.
- 28 de febrero: en Santiago (Chile) Finaliza la Copa América y Argentina gana su Séptima Copa América.

### Marzo
- 5 de marzo: en el marco de la Segunda Guerra Mundial, Finlandia (hasta ahora del eje) cambia de bando y declara la guerra a Alemania.
- 9 de marzo: en Japón, aviones B-29 estadounidenses atacan Tokio con bombas incendiarias durante la noche del 9 y todo el día 10, matando a unos 200 000 hombres, mujeres y niños civiles.
- 9 de marzo: en la Indochina francesa (actual Vietnam) ―en el marco de la Segunda Guerra Mundial―, un golpe de Estado de las fuerzas japonesas elimina a los franceses del poder. Los japoneses ocupan militarmente las principales ciudades de la nación.
- 14 de marzo: fundación de la línea aérea TAP Portugal.
- 22 de marzo: se crea la Liga de Estados Árabes.
- 22 de marzo: en Madrid (España), el doctor Antonio Vallejo-Nágera publica el primer tratado español de psiquiatría.
- 27 de marzo: Argentina declara la guerra a la Alemania nazi y a Japón expulsando a los alemanes del país, pero nunca participaría militarmente
- 23 de marzo: en la Alemania nazi ―en el marco de la Segunda Guerra Mundial―, los ejércitos aliados cruzan el río Rin.
- Muerte de Ana Frank, en el campo de concentración de Bergen-Belsen.

### Abril

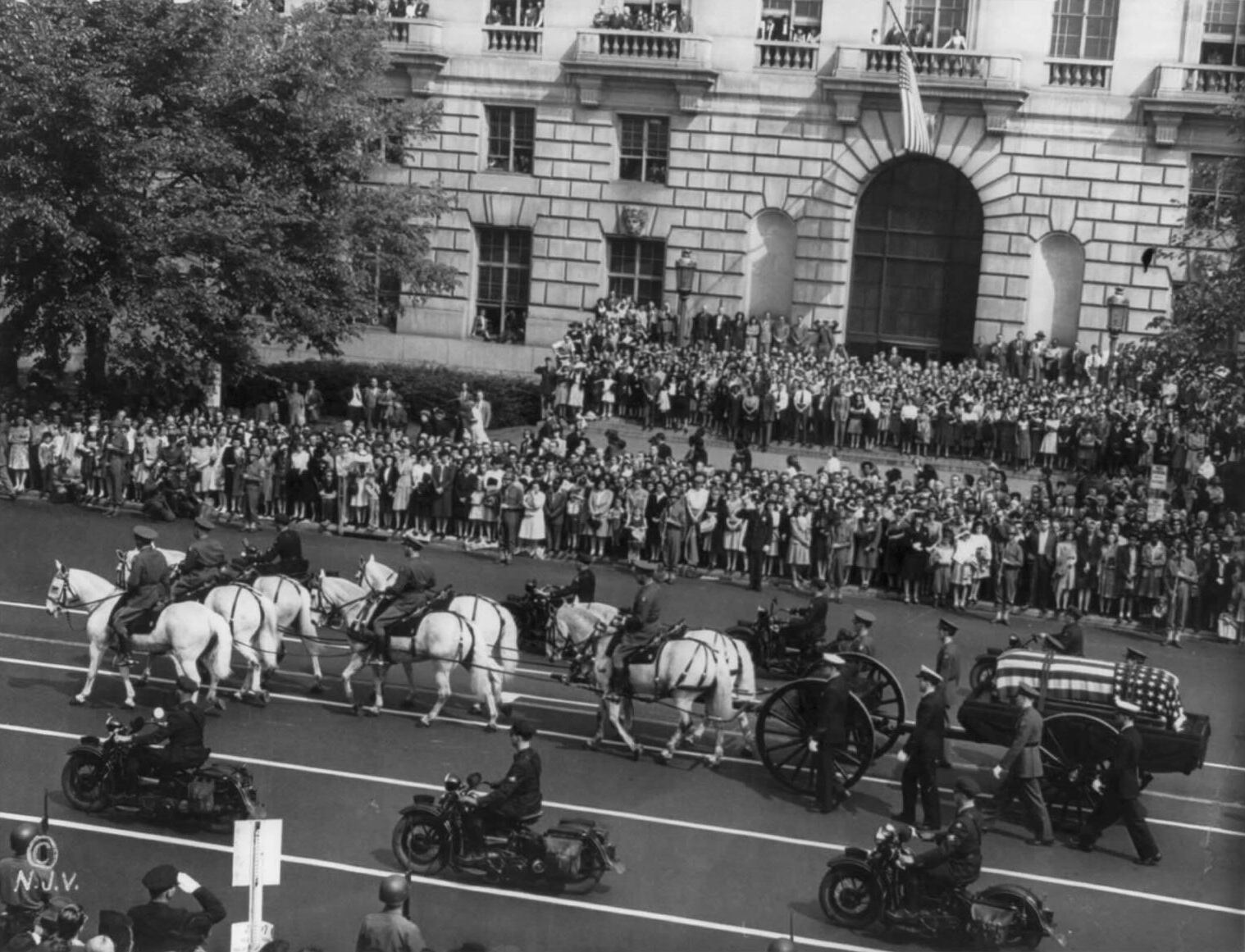
Funeral de Franklin Delano Roosevelt.

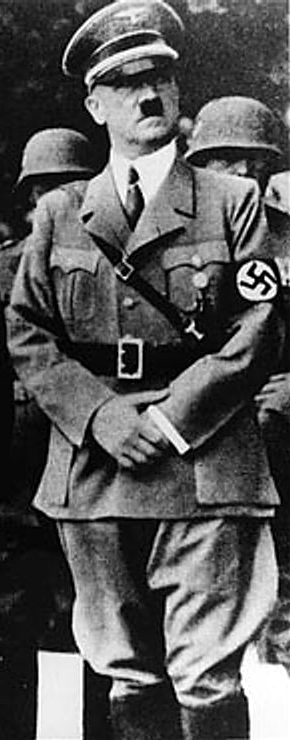
Adolf Hitler se suicida en su búnker.

- 1 de abril: comienza la batalla de Okinawa, una de las últimas batallas de la Segunda Guerra Mundial.
- 7 de abril: fue atacado y hundido el Yamato por aviones bombarderos y torpederos de un portaaviones de los EE. UU., lo que provocó la muerte de la mayor parte de su tripulación.
- 12 de abril: 
  - El presidente Franklin D. Roosevelt muere de un derrame cerebral. Le sucede su hasta entonces vicepresidente, el demócrata Harry S. Truman.
  - En Chile, el Gobierno afirma que se une a los aliados, pero únicamente le declara la guerra a Japón (aunque nunca entrará en combate).
  - En Estados Unidos, el vicepresidente Harry S. Truman sucede a Franklin Delano Roosevelt en la presidencia.
- 16 de abril: comienza la ofensiva del Ejército rojo sobre la capital de la Alemania nazi y con ello la batalla de Berlín.
- 23 de abril: el mariscal Petain vuelve a Francia desde su refugio en Suiza para entregarse a las autoridades de la Francia liberada.
- 25 de abril al 26 de junio: en San Francisco (Estados Unidos) se realizan negociaciones para la creación de la Organización de las Naciones Unidas (Conferencia de San Francisco).
- 25 de abril: en el norte de Italia sucede una insurrección partisana general. Cae la República Social Italiana.
- 28 de abril: en Giulino (Italia), los partisanos linchan a Benito Mussolini ―exdictador de la República Social Italiana (y antes, del Reino de Italia) y líder fascista―  y exponen su cadáver junto al de su amante Claretta Petacci, Nicola Bombacci,  Alessandro Pavolini y Achille Starace.
- 29 de abril: en su búnker en Berlín, Adolf Hitler se casa con Eva Braun.
- 30 de abril: Adolf Hitler se suicida con su esposa Eva Braun un día antes de la llegada de las tropas soviéticas a su búnker en Berlín.

### Mayo
- 1 de mayo: en la Alemania nazi ―en el marco de la Segunda Guerra Mundial― las tropas soviéticas toman Berlín.
- 3 de mayo: en la Bahía de Lübeck. Es hundido por la RAF el Cap Arcona con 7.500.- sobrevivientes judíos en su interior. Es considerado un crimen de guerra ocasionado por el ejército británico.
- 7 de mayo: en Berlín ―en el marco de la Segunda Guerra Mundial― la Alemania nazi se rinde incondicionalmente ante los aliados. Termina la Segunda Guerra Mundial en Europa (pero continúa en algunas zonas de Asia y Japón).
- 8 de mayo: se firma la rendición de Alemania.
- 8 de mayo: el Grupo de Ejércitos H se entrega al Mariscal de Campo Bernard Montgomery en torno a Luneburgo.
- 14 a 15 de mayo: en Poliana, cerca de Slovenj Gradec (Eslovenia) ―en el marco de la Segunda Guerra Mundial―, los partisanos del Mariscal Tito vencen a soldados alemanes y croatas nazis en la batalla de Poljana: uno de los últimos combate de la Segunda Guerra Mundial en Europa.
- 25 de mayo: las últimas tropas del Estado Independiente de Croacia se rinden en Odžak.
- 30 de mayo: Teherán reclama a Moscú que retire sus tropas del territorio iraní.
- 31 de mayo: Nace en Cartagena de Indias el poeta colombiano Raúl Gómez Jattin.

### Junio
- 24 de junio: en Murcia (España) se funda la Cofradía del Santísimo Cristo de las Penas de Molina de Segura.
- 26 de junio: se firma, en San Francisco (Estados Unidos), la Carta de las Naciones Unidas y el Estatuto de la Corte Internacional de Justicia.
- 28 de junio: se funda el Club de Fútbol Monterrey.

### Julio
- 14 de julio: la estación Beaugrenelle, en la línea 10 del metro de París es rebautizada Charles Michels.
- 16 de julio: en el desierto Jornada del Muerto, a 96 km al noroeste de la ciudad de Alamogordo (estado de Nuevo México), a las 5:29:45 hora local, Estados Unidos detona su primera bomba atómica, Trinity (que forma parte del proyecto Manhattan), de 19 kt. Empieza así la era atómica. Es la bomba n.º 1 de las 1129 que Estados Unidos detonó entre 1945 y 1992. Las siguientes dos bombas atómicas se arrojaron veinte días después sobre la población civil japonesa en Hiroshima
- 17 de julio: 
  - En el marco de la Segunda Guerra Mundial, el ejército estadounidense realiza el bombardeo aéreo más grande a la ciudad de Numazu, en Japón.
  - En el marco de la Segunda Guerra Mundial, se realiza la Conferencia de Potsdam.
- 18 de julio: en Madrid (España), el dictador Generalísimo Francisco Franco forma el «Quinto Gobierno nacional» (1945-1951).
- 27 de julio: en Londres (Reino Unido) termina el primer mandato de Winston Churchill.
- 28 de julio: en Perú, José Luis Bustamante y Rivero asume la presidencia.
- 28 de julio: en Nueva York, se produce un accidente aéreo: un bombardero B-25 colisiona contra el Empire State Building. Mueren 11 personas y 3 bomberos.[2]

### Agosto
- 1 de agosto: en Japón, en un ataque aéreo entre la tarde y la noche, 125 bombarderos B-29 reducen a escombros la ciudad de Nagaoka. Mueren 1470 civiles (hombres, mujeres y niños).
- 2 de agosto: ―en el marco de la Segunda Guerra Mundial― la Conferencia de Potsdam, después de 17 días de negociaciones, define el mapa político de la Europa de la posguerra.
- 6 de agosto: en Japón ―en el marco de la Segunda Guerra Mundial― Estados Unidos lanza la bomba atómica Little Boy sobre la población civil de la ciudad de Hiroshima.
- 9 de agosto: en Japón ―en el marco de la Segunda Guerra Mundial― Estados Unidos lanza la bomba atómica Fat Man sobre la población civil de la ciudad japonesa de Nagasaki.Hiroshima tras el bombardeo atómico estadounidense.

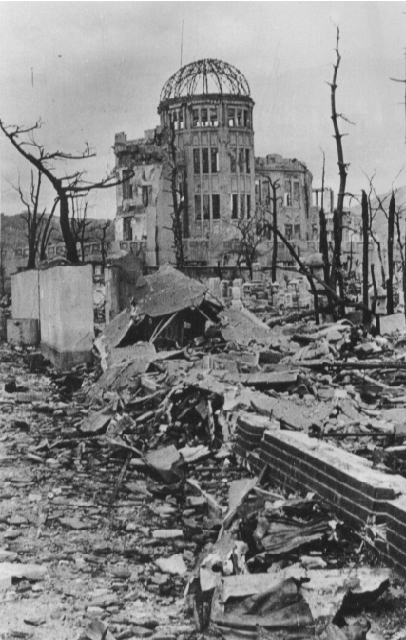
Hiroshima tras el bombardeo atómico estadounidense.

- 9 de agosto: en la frontera entre la Unión Soviética y Manchuria las tropas del Ejército Rojo al mando del mariscal Aleksandr Vasilevski atacan a las tropas japonesas del Ejército de Kwantung al mando del general Otozō Yamada, comienza la batalla de Manchuria.
- 15 de agosto: en el marco de la Segunda Guerra Mundial, Japón se rinde incondicionalmente ante los aliados. Termina la Guerra en el Pacífico.
- 15 de agosto: Las tropas soviéticas liberan Corea de la ocupación japonesa.
- 17 de agosto: cae otro bastión neocolonial: los indonesios expulsan a los invasores neerlandeses. Sukarno se convierte en presidente de la república (Declaración de Independencia de Indonesia). El Gobierno neerlandés reconocerá esta independencia recién en 1949.
- 21 de agosto: en el Laboratorio Los Álamos (estado de Nuevo México) el físico estadounidense Harry Daghlian (24) sufre un accidente nuclear durante un experimento. Fallecerá 25 días después, de envenenamiento por radiación. Nueve meses después sucederá un accidente similar en el que muere Louis Slotin.
- 21 de agosto: Constitución en México, D.F. del gobierno español en el exilio presidido por José Giral.
- 31 de agosto: en Australia, Robert Menzies funda el Partido Liberal de Australia.

### Septiembre
- 2 de septiembre: a bordo del acorazado Misuri ―en el marco de la Segunda Guerra Mundial―, el Gobierno de Japón firma su rendición. Termina oficialmente la Segunda Guerra Mundial tras seis años y un día.
- 29 de septiembre: Eduardo Simian, descubre petróleo en la Región de Magallanes, Chile. Al grito de Viva Chila y la U.

### Octubre
- 4 de octubre: En Belgrado (Serbia), se funda la Sociedad Deportiva Partizan.
- 7 de octubre: la provincia de Pinar del Río (Cuba) es arrasada por un huracán.
- 9 de octubre: en Madrid (España), el dictador Francisco Franco decreta el indulto para los condenados a muerte por apoyar a la República durante la guerra civil española.
- 10 de octubre: se funda el Partido de los Trabajadores de Corea en Corea del Norte
- 12 de octubre: 
  - En Paso de los Libres (Argentina) y Uruguaiana (Brasil) se habilita al público el nuevo Puente Internacional Agustín P. Justo - Getulio Vargas. Dos años después lo inaugurarán oficialmente los presidentes Juan Domingo Perón (de Argentina) y Eurico Gaspar Dutra (de Brasil).
  - En la isla de Cuba, un huracán afecta una estrecha faja de las provincias de Camagüey y Las Villas.
- 13 de octubre: en Alemania, se funda la Unión Social Cristiana de Baviera
- 17 de octubre: en la Plaza de Mayo de Buenos Aires, una congregación de personas ―encabezadas por la CGT y apoyo militar y policial que organizaron el movimiento popular― exigen la liberación del teniente Juan Domingo Perón, detenido por fuerzas militares quienes se oponen a su política tendiente a favorecer a los sectores obreros.Una multitud de obreros se reúnen en Plaza de Mayo para pedir la libertad del general Juan Domingo Perón.

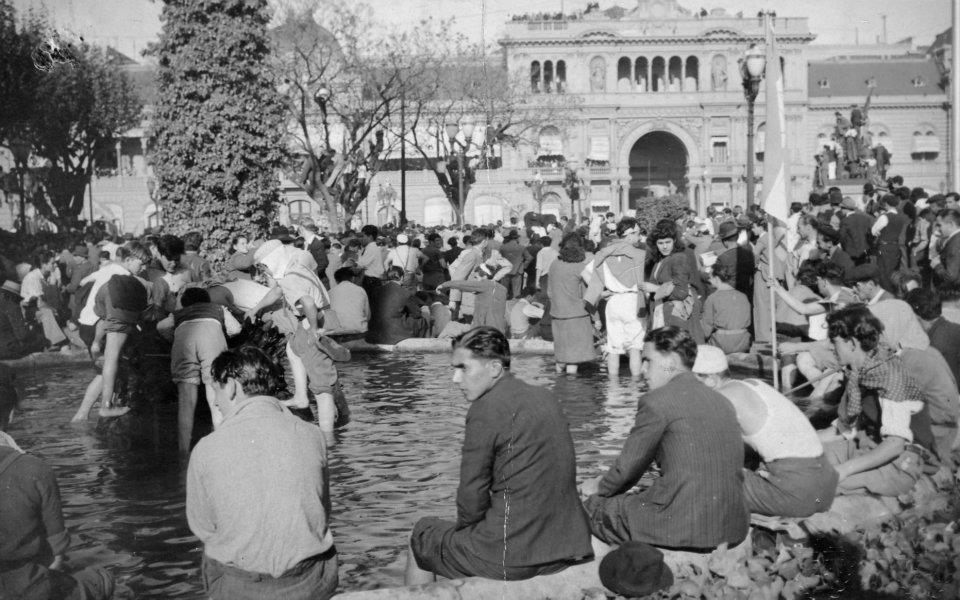
Una multitud de obreros se reúnen en Plaza de Mayo para pedir la libertad del general Juan Domingo Perón.

- 18 de octubre: en Venezuela, el presidente Isaías Medina Angarita es derrocado por un golpe militar.
- 22 de octubre: se aprueba la ley de referéndum para consultar directamente al pueblo español asuntos de especial trascendencia.[3]
- 24 de octubre: en Nueva York (Estados Unidos) se funda la ONU (Organización de las Naciones Unidas).
- 29 de octubre: en París (Francia), el filósofo Jean-Paul Sartre pronuncia la conferencia "El existencialismo es un humanismo", punto de partida de ese movimiento.

### Noviembre
- 1 de noviembre: Se publica el libro Historia de la filosofía occidental de Bertrand Russell.
- 7 de noviembre: México ingresa a la Organización de  las Naciones Unidas
- 20 de noviembre: en Alemania comienzan los Juicios de Núremberg contra la cúpula nazi por crímenes de guerra y crímenes contra la humanidad.
- 25 de noviembre: en Tabriz (Irán), el Partido Demócrata de Azerbaiyán, con apoyo del partido comunista prosoviético Tudé, declara la independencia del «Gobierno Nacional de Azerbaiyán». Las tropas soviéticas presentes en territorio iraní impiden la intervención al ejército iraní.
- 28 de noviembre: en la provincia pakistaní de Balochistán se registra un terremoto de 8,1 que provoca un tsunami que deja 4.000 muertos.

### Diciembre
- 2 de diciembre: en México se funda la empresa Bimbo.
- 9 de diciembre: en Alemania, sufre un accidente automovilístico el general George Patton.
- 10 de diciembre: en Suecia, recibe el premio nobel Gabriela Mistral.
- 17 de diciembre: Honduras se une a la Organización de las Naciones Unidas.
- 20 de diciembre: en Buenos Aires (Argentina), Juan Domingo Perón crea el Instituto Nacional de las Remuneraciones, que obliga a las industrias y las empresas privadas de todo el país que paguen el aguinaldo (sueldo anual complementario) a todos los obreros argentinos.
- 29 de diciembre: en Chile el gobierno de Juan Antonio Ríos descubre petróleo en Tierra del Fuego.
- En Italia, el musicólogo Remo Giazotto (1910-1998) compone el famoso Adagio de Albinoni, que atribuirá a Tomaso Albinoni (1671-1751).

### Sin fecha conocida
- En 1945 en Alemania Oriental se abandona la costumbre de secuestrar niños gitanos (en alemán: Kinder der Landstrasse) para educarlos entre no gitanos. Esta práctica se había legalizado en Prusia en 1926.

## Nacimientos

### Enero
- 1 de enero: 
  - Pietro Grasso, político italiano.
  - Jacky Ickx, piloto de carreras belga.
  - Betty Missiego, cantante peruano-española.
- 3 de enero: Stephen Stills, músico estadounidense.
- 4 de enero: Richard R. Schrock, científico estadounidense, premio nobel de química en 2005.
- 6 de enero: Claudio Levrino, actor argentino (f. 1980).
- 7 de enero: María Manuela Díaz Orjales (María Manuela), cantante y pintora española.
- 10 de enero: Rod Stewart, músico británico.
- 15 de enero: María Antonia Iglesias, periodista española (f. 2014).
- 18 de enero: 
  - José Luis Perales, cantante y compositor español.
  - María Isabel Allende, política chilena.
- 21 de enero: Martin Shaw, actor británico.
- 23 de enero: Nora Cárpena, actriz argentina.
- 26 de enero: 
  - Jacqueline du Pré, violonchelista británica (f. 1987).
  - David Purley, piloto de automovilismo británico (f. 1985).
- 28 de enero: Robert Wyatt, baterista y músico británico.
- 29 de enero: Tom Selleck, actor estadounidense.
- 30 de enero: Cristina Rota, actriz, productora y profesora de arte dramático argentino-española.
- 31 de enero: Jairo Alonso Vargas, presentador y periodista de televisión colombiano (f. 2019).

### Febrero
- 6 de febrero: Bob Marley, músico jamaicano de réggae (f. 1981).
- 7 de febrero: Pete Postlethwaite, actor británico (f. 2011).
- 9 de febrero: Mia Farrow, actriz estadounidense.
- 12 de febrero: Thilo Sarrazin, político alemán.
- 13 de febrero: Simon Schama, historiador británico.
- 14 de febrero: 
  - Juan Adán II, aristócrata de Liechtenstein.
  - Ladislao Mazurkiewicz, futbolista uruguayo (f. 2013).
- 16 de febrero: Fernando Esteso, actor español.
- 17 de febrero: Julio César Luna, actor y director de televisión colombo-argentino.
- 20 de febrero: George F. Smoot, físico y astrónomo estadounidense.
- 21 de febrero: Walter Momper, político alemán, exalcalde de Berlín.
- 22 de febrero: María del Carmen Aguilar, musicóloga y pedagoga argentina.
- 24 de febrero: Barry Bostwick, actor estadounidense de cine y televisión.
- 26 de febrero: 
  - Jimmy "Orion" Ellis, músico estadounidense (f. 1998).
  - Tina Sainz, actriz española.
- 27 de febrero: 
  - Carl Anderson, cantante y actor estadounidense (f. 2004).
  - Daniel Olbrychski, actor polaco.
  - Danny Rivera, cantante y pacifista puertorriqueño.
- 28 de febrero: Bubba Smith, actor y jugador estadounidense de fútbol americano (f. 2011).

### Marzo
- 3 de marzo: 
  - George Miller, cineasta y productor australiano.
  - Ronald Mallett, físico estadounidense.
- 4 de marzo: Dieter Meier, artista y músico suizo.
- 8 de marzo: 
  - Micky Dolenz, actor, músico y director estadounidense.
  - Anselm Kiefer, artista alemán.
- 9 de marzo: 
  - Katja Ebstein, cantante alemana.
  - Robin Trower, músico británico.
  - Dennis Rader, asesino en serie estadounidense.
- 11 de marzo: Pirri, futbolista español.
- 13 de marzo: 
  - Anatoli Fomenko, matemático ruso, autor de libros Nueva Cronología.
  - Esteban Mellino, actor argentino (f. 2008).
- 15 de marzo: 
  - Juan Luis Rodríguez-Vigil, político asturiano.
  - Eduardo Franco, cantante uruguayo  (f. 1989), miembro de la banda Los Iracundos.
- 16 de marzo: Francisco Barrachina, pintor español.

- 17 de marzo: 

Elis Regina

  - Michael Hayden, militar estadounidense.
  - Elis Regina, cantante brasileña (f. 1982).
  - José Watanabe, poeta peruano (f. 2007).
- 20 de marzo
  - Yula Pozo, actriz mexicana.
  - César Ureta, actor y humorista peruano (f. 1982).
- 23 de marzo: Franco Battiato, cantante italiano (f. 2021).
- 24 de marzo: 
  - Robert Bakker, paleontólogo estadounidense.
  - Curtis Hanson, cineasta estadounidense (f. 2016).
- 25 de marzo: Adriano Pappalardo, actor y cantante italiano.
- 26 de marzo: Rodolfo Hernández Suárez, empresario y político colombiano (n. 1945), fundador del partido político Liga de Gobernantes Anticorrupción; en 2024 fue condenado por corrupción en el caso Vitalogic; acuñó la frase: «Yo soy seguidor de un gran pensador alemán que se llama Adolfo Hitler».
- 28 de marzo: 
  - Sally Carr, vocalista del grupo escocés Middle of the Road.
  - Rodrigo Duterte, político filipino, presidente de Filipinas desde 2016.
- 29 de marzo: Walt Frazier, baloncestista estadounidense.

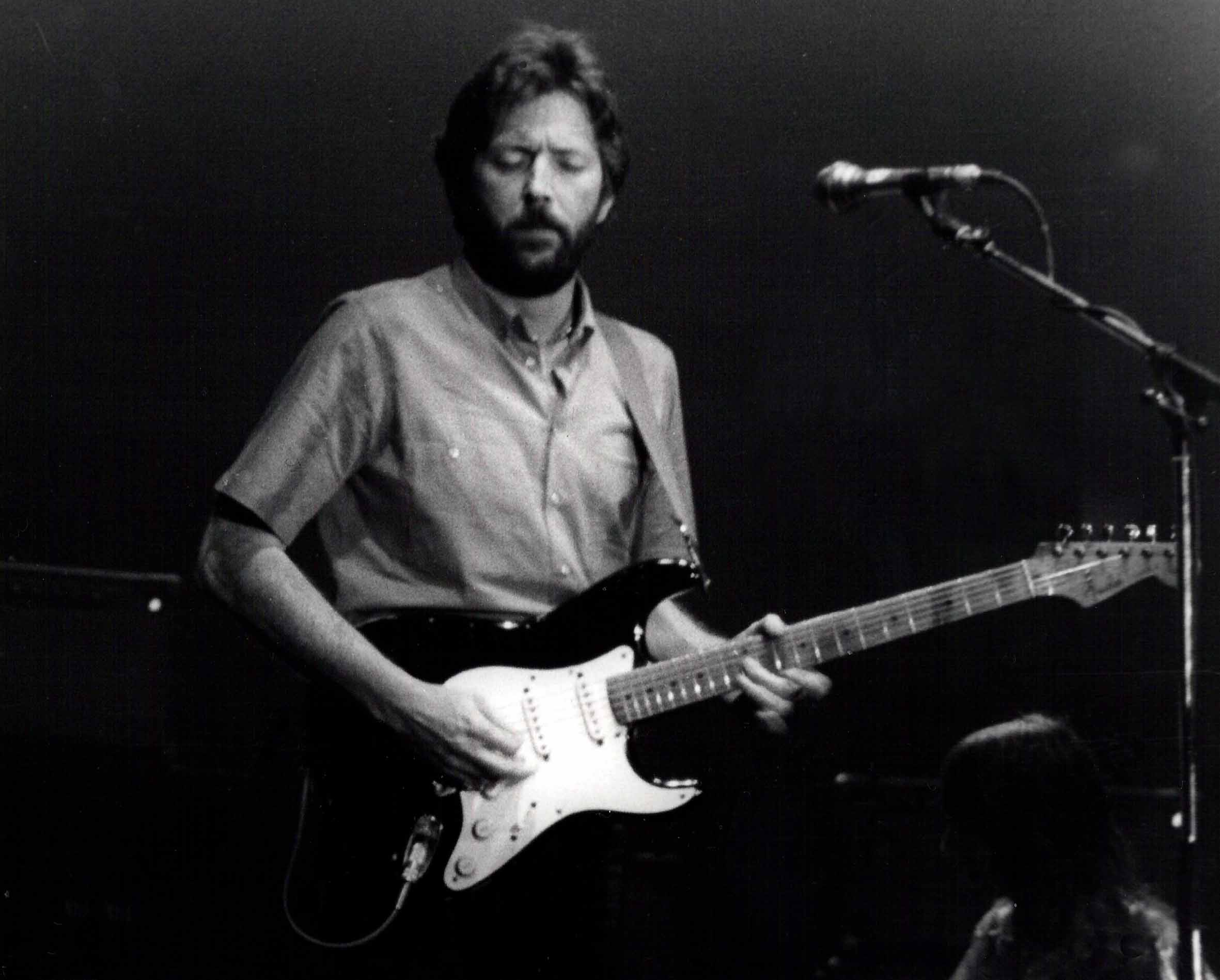
Eric Clapton

- 30 de marzo: Eric Clapton, músico británico.

### Abril
- 2 de abril: Linda Hunt, actriz estadounidense.
- 4 de abril: 
  - Daniel Cohn-Bendit, político germano-francés.
  - Katherine Neville, escritora estadounidense.
  - Jesús Posada, político español.

- 7 de abril:
  - Rosa María Lobo, cantante española.
  - Shirley Walker, compositora y productora estadounidense (f. 2006).
- 12 de abril: Jorge Enrique Pulido, periodista colombiano (f. 1989).
- 14 de abril: Ritchie Blackmore, guitarrista británico.
- 19 de abril: 
  - Piero, cantautor y músico italo-argentino.
  - Ginés Morata, biólogo español.
- 20 de abril: Thein Sein, político birmano.
- 21 de abril: Hernando Casanova, actor, comediante, cantante y director colombiano (f. 2002).
- 24 de abril: 
  - Doug Clifford, músico, baterista, estadounidense, miembro fundador de Creedence Clearwater Revival
  - Stu Cook, músico, bajista, estadounidense, miembro fundador de Creedence Clearwater Revival
- 25 de abril: Björn Ulvaeus, músico, compositor, cantante, sueco, integrante fundador de ABBA.
- 26 de abril: Jorge Serrano Elías, político, ingeniero, dictador y delincuente guatemalteco.
- 29 de abril: Tammi Terrell, cantante estadounidense (f. 1970).
- 30 de abril: Michael Smith, astronauta estadounidense (f. 1986).

### Mayo
- 1 de mayo: Rita Coolidge, cantante estadounidense.
- 2 de mayo: Bianca Jagger, actriz, modelo y activista nicaragüense.
- 5 de mayo: César Alierta, empresario y abogado español.
- 6 de mayo: Xosé Lluis García Arias, filólogo y escritor español.
- 8 de mayo: Keith Jarrett, músico estadounidense.
- 9 de mayo: Jupp Heynckes, futbolista y entrenador alemán.
- 11 de mayo: Margoth Velásquez, actriz colombiana.
- 12 de mayo: 
  - Ian McLagan, músico británico (f. 2014).
  - Alan Ball, futbolista británico (f. 2007).
  - Claudia Gravy, actriz española.
- 13 de mayo: 
  - Sam Anderson, actor estadounidense.
  - Lasse Berghagen, cantante, músico y actor sueco.
  - Eba Ojanguren, actriz de voz española.
  - Maneco Galeano, músico paraguayo (f. 1980).
- *Lou Marini, músico y compositor estadounidense de jazz.
- 14 de mayo: 
  - Vladislav Ardzinba, presidente abjasio (f. 2010).
  - Francesca Annis, actriz británica.
  - Yochanan Vollach, futbolista israelí.
- 15 de mayo: Eduardo Pío de Braganza, aristócrata portugués.
- 16 de mayo: 
  - Carlos Osoro, obispo español.
  - Martha Beatriz Roque, economista y disidente cubana.
- 19 de mayo: Pete Townshend, músico británico, de la banda The Who.
- 20 de mayo: Vladimiro Montesinos, militar, abogado y político peruano.
- 21 de mayo: Carme Valls, política y médica española.
- 24 de mayo: 
  - Dris Yetú, político marroquí.
  - Priscilla Presley, actriz estadounidense.
- 26 de mayo: 
  - Carmelo Artiles, profesor y político español (f. 2011).
  - Consuelo Luzardo, actriz colombiana.
- 28 de mayo: 
  - John Fogerty, músico y cantante estadounidense.
  - Patch Adams, médico y payaso estadounidense.
- 29 de mayo: Patricia Conde, actriz mexicana.
- 30 de mayo: Boti García Rodrigo, activista por los derechos LGTBI española.
- 31 de mayo: 
  - Pepe Eliaschev, periodista y escritor argentino (f. 2014).
  - Rainer Werner Fassbinder, cineasta alemán (f. 1982).
  - Laurent Gbagbo, expresidente marfileño.
  - Raúl Gómez Jattin, poeta colombiano (f. 1997).

### Junio
- 1 de junio: 
  - Frederica von Stade, mezzosoprano estadounidense.
  - Gustavo Cisneros, empresario venezolano.
- 3 de junio: Isabel de los Ángeles Ruano, escritora y poeta guatemalteca.
- 7 de junio: Wolfgang Schüssel, canciller austriaco.
- 13 de junio: Álvaro Lemmon, humorista, actor y cantante colombiano.
- 16 de junio: Pedro Escalante Arce, abogado e historiador salvadoreño..
- 17 de junio: 
  - Eddy Merckx, ciclista belga.
  - Ken Livingstone, político británico, exalcalde de Londres.
- 19 de junio: Aung San Suu Kyi, política birmana, premio nobel de la paz en 1991.
- 20 de junio: Anne Murray, cantante canadiense.
- 21 de junio: 
  - Adam Zagajewski, poeta y ensayista polaco.
  - Estela Núñez, actriz, cantante y conductora mexicana.
- 22 de junio: Rainer Brüderle, político alemán.
- 23 de junio: John Garang, político sursudanés (f. 2005).
- 24 de junio: 
  - Mario Alarcón, actor argentino.
  - George Pataki, político estadounidense.
- 25 de junio: Carly Simon, cantante estadounidense.
- 26 de junio: Issa al-Haadi al-Mahdi Imam Isa Abdullah (Dwight York), líder sectario musulmán, supremacista negro y pedófilo afroestadounidense, fundador de la secta del nuwaubianismo, que predica la superioridad racial de la raza negra y su origen extraterrestre. Desde 2004 se encuentra en prisión por abuso sexual infantil contra miembros de su secta.

- 28 de junio: Luisito Rey, cantante español (f. 1992), padre del cantante Luis Miguel.
- 29 de junio: 
  - Lali Armengol, dramaturga española.
  - Chandrika Kumaratunga, política esrilanquesa, presidenta entre 1994 y 2005.
  - Horacio Cordero, pintor, escultor y ceramista argentino.

### Julio
- 1 de julio: 
  - Deborah Harry, cantante y actriz estadounidense.
  - Oscar Zucchi, historiador e investigador argentino.
  - Felipe Sosa, guitarrista clásico, compositor y maestro de guitarra paraguayo.
- 2 de julio: Carmen Jaureguiberry, comunicadora de la televisión de Chile.
- 5 de julio: Félix Artuso, maquinista y suboficial primero de la Armada Argentina, que participó en la Guerra de las Malvinas como tripulante del submarino ARA Santa Fe (f. 1982). Fue asesinado por error por un soldado británico, cuando se encontraba como prisionero de guerra.
- 5 de julio: Humberto Benítez Treviño, político mexicano.
- 7 de julio: Adele Goldberg, empresaria e informática estadounidense.
- 8 de julio: Micheline Calmy-Rey, política suiza.
- 9 de julio: Dean R. Koontz, novelista estadounidense.
- 9 de julio: Gonzalo Morales Suárez, pintor hiperrealista costarricense (f. 2017).
- 9 de julio: Antonio José López Castillo, Arzobispo católico venezolano.
- 10 de julio: Luis Fuenmayor Toro, médico y profesor universitario.
- 10 de julio: Daniel Ona Ondo, político gabonés.
- 10 de julio: Virginia Wade, tenista británica.
- 15 de julio: 
  - Jeffrey C. Kramer, actor y productor de cine estadounidense.
  - David Granger, 9.º presidente de la República de Guyana.
- 19 de julio: 
  - William Frederick Reyneke, naturalista, profesor, botánico y taxónomo sudafricano.
  - Juana Pavón, poetisa y actriz hondureña (f. 2019).
- 26 de julio: 
  - Metin Çekmez, actor turco (f. 2021).
  - Helen Mirren, actriz británica.
- 28 de julio: 
  - Jim Davis, dibujante estadounidense, creador del gato Garfield.
- 30 de julio: 
  - Patrick Modiano, novelista francés.
  - Daniel Lugo, actor puertorriqueño.

### Agosto
- 1 de agosto: Douglas Dean Osheroff, físico estadounidense.
- 5 de agosto: Loni Anderson, actriz estadounidense.
- 9 de agosto: Manuela Fingueret, escritora y periodista argentina (f. 2013).
- 12 de agosto: Jean Nouvel, arquitecto francés.
- 14 de agosto: 
  - Steve Martin, actor estadounidense.
  - Wim Wenders, cineasta alemán.
- 15 de agosto: 
  - Alain Juppé, político francés.
  - Khaleda Zia, ex primera ministra bangladesí.
- 18 de agosto: Pedro de Silva, escritor y político español.
- 19 de agosto: 
  - Sandro (Roberto Sánchez), cantante y músico argentino (f. 2010).
  - Alí Humar, actor y director de televisión colombiano (f. 2021).
- 21 de agosto: 
  - Gerard Manset, cantautor, pintor, fotógrafo y escritor francés.
  - Basil Poledouris, compositor estadounidense de origen griego (f. 2006).
- 22 de agosto: David Chase, guionista, director y productor de televisión estadounidense.
- 24 de agosto: Vince McMahon, luchador y promotor estadounidense.
- 26 de agosto: Javier Tusell, historiador y político español (f. 2005).
- 31 de agosto: 
  - Van Morrison, músico y cantante irlandés.
  - Itzhak Perlman, violinista israelí.

### Septiembre
- 2 de septiembre: Marzenka Novak, actriz, cantante y escritora argentina nacida en Polonia (f. 2011).
- 6 de septiembre: Alberto Saavedra, actor colombiano.
- 10 de septiembre: 
  - Carlos Mayolo, actor, guionista y director del cine colombiano (f. 2007).
  - José Feliciano, músico y guitarrista puertorriqueño.
- 11 de septiembre: Franz Beckenbauer, futbolista alemán (f. 2024).
- 12 de septiembre: Milo Manara, creador de historietas italiano.
- 13 de septiembre: Eulogia Tapia, coplera, letrista y cantora argentina.[4]
- 15 de septiembre: 
  - Carmen Maura, actriz española.
  - Eusebio Poncela, actor español.
- 19 de septiembre: José María Latorre, crítico de cine y escritor español (f. 2014).
- 24 de septiembre: 
  - Anthony James Barr, diseñador software e inventor estadounidense.
  - John Rutter, compositor británico.
- 26 de septiembre: Bryan Ferry, cantante británico.
- 29 de septiembre: Alicia Bruzzo, actriz argentina (f. 2007).
- 30 de septiembre: 
  - El Negro Álvarez (Carlos Alberto Álvarez), actor y humorista argentino.
  - José Manuel Fuente, ciclista español (f. 1996).
  - Ehud Ólmert, político y primer ministro israelí.

### Octubre
- 2 de octubre: 
  - Don McLean, cantante y compositor estadounidense.
  - Regina Torné, actriz mexicana.
- 4 de octubre: Shams al-Baroudi, actriz egipcia.
- 5 de octubre: Brian Connolly, cantante escocés.
- 13 de octubre: Dési Bouterse, militar y político surinamés
- 14 de octubre: Vicky Hernández, actriz colombiana.
- 15 de octubre: 
  - Antonio Cañizares Llovera, obispo católico español.
  - Florcita Motuda (Raúl Alarcón Rojas), músico y político chileno.
- 17 de octubre: Graça Machel, política mozambiqueña.
- 18 de octubre: Cristina Fernández Cubas, escritora y periodista española (f. 2000).
- 18 de octubre: Huell Howser, presentador estadounidense (f. 2013).
- 19 de octubre: Divine, actor, icono LGTBI y cantante estadounidense (f. 1988).
- 19 de octubre: John Lithgow, actor estadounidense.
- 24 de octubre: Henry López Sisco, policía venezolano.
- 25 de octubre: Francisco Sá, futbolista argentino.
- 27 de octubre: Luiz Inácio Lula da Silva, político brasileño.
- 28 de octubre: Lincoln Silva, escritor, periodista, poeta paraguayo y profesor de guaraní (f. 2016).
- 30 de octubre: Henry Winkler, actor estadounidense.
- 30 de octubre: Olivia Leyva, actriz mexicana (f. 2019).
- 31 de octubre: Gustavo Álvarez Gardeazábal, escritor y político colombiano.
- 31 de octubre: Brian Doyle-Murray, actor estadounidense.

### Noviembre
- 3 de noviembre: Gerd Müller, futbolista alemán (f. 2021).
- 8 de noviembre: 
  - Abdelaziz Belkhadem, político argelino.
  - Milos Alcalay, político y diplomático venezolano.
- 11 de noviembre: Daniel Ortega, presidente nicaragüense.
- 12 de noviembre: Neil Young, cantante canadiense.
- 14 de noviembre: José Lucas, pintor español.
- 15 de noviembre: 
  - Anni-Frid Lyngstad, música sueca.
  - Roger Donaldson, cineasta australiano.
- 17 de noviembre: Roland Joffé, cineasta británico.
- 17 de noviembre: Sergio López Suárez, ilustrador de libros infantiles y escritor uruguayo.
- 18 de noviembre: Mahinda Rajapaksa, presidente esrilanqués entre 2005 y 2015.
- 21 de noviembre: Goldie Hawn, actriz estadounidense.
- 22 de noviembre. La Tigresa del Oriente, cantante, compositora, maquilladora y actriz peruana.
- 23 de noviembre: 
  - Assi Dayan, actor israelí (f. 2014).
- *Dennis Nilsen, asesino en serie británico.
- 26 de noviembre: Daniel Davis, actor estadounidense.
- 27 de noviembre: 
  - Randy Brecker, trompetista estadounidense.
  - Eiv Eloon, escritora estonia.
  - Benigno Fitial, político de las islas Marianas.
  - Giuseppe Fiorini Morosini, obispo italiano.
  - Eduardo Garat, abogado argentino, desaparecido por la dictadura antiperonista desde 1976 hasta 1983 (f. 1978).
  - Roberto Rojas Díaz, futbolista chileno.
  - James Avery, actor estadounidense (f. 2013).
- 28 de noviembre: Alessandro Bianchi, político italiano.
- 29 de noviembre: Edmundo Rojas Soriano, empresario y político mexicano (f. 1987).
- 30 de noviembre: Radu Lupu, pianista rumano.

### Diciembre
- 1 de diciembre: Bette Midler, actriz y cantante estadounidense.
- 12 de diciembre: Portia Simpson-Miller, primera ministra jamaiquina.
- 13 de diciembre: 
  - Herman Cain, político estadounidense (f. 2020).
  - Ludivina García Arias, profesora y política socialista hispanomexicana.
- 17 de diciembre: Ernie Hudson, actor estadounidense y ex marine de los EE. UU..
- 20 de diciembre: Peter Criss, baterista estadounidense, de la banda Kiss.
- 23 de diciembre: Adli Mansur, político egipcio.
- 24 de diciembre: Lemmy Kilmister, vocalista y bajista británico, de la banda Motörhead. (f. 2015).
- 25 de diciembre: 
  - Noel Redding, músico británico (f. 2003).
  - Roberto Galicia, pintor salvadoreño.
- 28 de diciembre: Birendra de Nepal, rey nepalí (f. 2001).
- 30 de diciembre: Davy Jones, músico británico (f. 2012).

### Fecha desconocida
- María Nsué Angüe, escritora y periodista ecuatoguineana (f. 2017).

## Fallecimientos

### Enero
- 2 de enero: Bertram Ramsay, militar británico (n. 1883).
- 3 de enero: Edgar Cayce, curandero y psíquico estadounidense (n. 1877).
- 6 de enero: Edith Frank-Hollander, madre de la escritora judía Ana Frank (n.1900)
- 14 de enero: Arthur Wynne: constructor de crucigramas y editor británico (n. 1871).
- 15 de enero: Richard Fall, director de orquesta y compositor checo, asesinado en Auschwitz (n. 1882).
- 31 de enero: Eddie Slovik, militar y soldado estadounidense (n. 1920).

### Febrero
- 3 de febrero: Roland Freisler, juez nazi alemán (n. 1893).
- c. 12 de febrero: Margot Frank, niña judía alemana, hermana mayor de Ana Frank (n. 1926).
- c. 15 de febrero: Ana Frank, niña judía alemana, famosa por su diario (n. 1929).
- 23 de febrero: Reginald Barker, cineasta estadounidense (n. 1886).

### Marzo
- 26 de marzo: David Lloyd George, primer ministro británico (n. 1863).

### Abril
- 8 de abril: Wilhelm Canaris, militar alemán (n. 1887).
- 9 de abril: Dietrich Bonhoeffer, religioso alemán (n. 1906).
- 12 de abril: Franklin Delano Roosevelt, político estadounidense, presidente entre 1933 y 1945 (n. 1882).
- 13 de abril: Ernst Cassirer, filósofo alemán (n. 1874).
- 17 de abril: Jaap Hillesum, médico neerlandés, hermano de la escritora Etty Hillesum (1914-1943), gaseada en Auschwitz (n. 1916).
- 18 de abril: John Ambrose Fleming, inventor británico.
- 26 de abril: Sigmund Rascher, médico nazi alemán (n. 1909).
- 28 de abril: Benito Mussolini, fundador del fascismo, duce de Italia entre 1922 y 1945 (n. 1883).
- 30 de abril: Eva Braun, esposa de Adolf Hitler (n. 1912).
- 30 de abril: Adolf Hitler, político y pintor austriaco, fundador del nazismo, führer de Alemania entre 1933 y 1945 (n. 1889).

### Mayo
- 1 de mayo: Joseph Goebbels, político alemán, ministro de propaganda nazi (n. 1897).
- 2 de mayo: Martin Bormann, militar nazi alemán (n. 1900).
- 4 de mayo: Fedor von Bock, oficial alemán (n. 1880).
- 5 de mayo :Peter Van Pels: judío alemán que se escondió con Anne Frank (n.1926)
- 8 de mayo: Josef Terboven, político nazi alemán (n. 1900).
- 23 de mayo: Heinrich Himmler, militar alemán, líder de las SS (n. 1900).

### Junio
- 1 de junio: Eduard Bloch, médico judío austríaco, fue el médico de la familia de Adolf Hitler (n. 1872).
- 13 de junio: Diego Carbonell, médico, diplomático e historiador venezolano. (n. 1884)

### Julio
- 5 de julio: John Curtin, primer ministro australiano (n. 1885).

### Agosto
- 8 de agosto: Rafael Porlán, poeta español de la Generación del 27.
- 10 de agosto: Robert Hutchings Goddard, inventor estadounidense (n. 1882).
- 18 de agosto: Subhas Chandra Bose, político nacionalista indio (n. 1887).
- 19 de agosto: Tomás Burgos Sotomayor, emprendedor chileno (n. 1875).
- 26 de agosto: Franz Werfel, novelista, dramaturgo y poeta checo (n. 1890).

### Septiembre
- 15 de septiembre: Harry Daghlian, físico estadounidense que falleció en un accidente nuclear (n. 1921).
- 15 de septiembre: Anton Webern, compositor austriaco (n. 1883).
- 26 de septiembre: Bela Bartok, compositor húngaro (n. 1881).

### Octubre
- 15 de octubre: Pierre Laval, político francés (n. 1883).
- 16 de octubre: José Oliva Nogueira, periodista y escritor argentino (n. 1873).
- 19 de octubre: Plutarco Elías Calles, político mexicano, presidente entre 1924 y 1928 (n. 1877).
- 24 de octubre: Vidkun Quisling, político noruego y colaborador nazi (n. 1887).
- 25 de octubre: Robert Ley, líder sindicalista de la Alemania nazi.
- 31 de octubre: Ignacio Zuloaga, pintor español (n. 1870).

### Noviembre
- 20 de noviembre: Francis William Aston, físico y químico británico, premio nobel de química en 1922 (n. 1877).

### Diciembre
- 4 de diciembre: Thomas Hunt Morgan, fisiólogo estadounidense, premio nobel de medicina en 1933 (n. 1866).
- 4 de diciembre: Julio Martínez Hombre, ingeniero agrónomo y astrónomo español (n. 1893).
- 8 de diciembre: Aleksandr Ziloti, pianista, director de orquesta y compositor ruso (n. 1863).
- 16 de diciembre: Irma Grese, supervisora de prisioneros en los campos de concentración de Auschwitz-Birkenau. (n. 1923).
- 16 de diciembre: Fumimaro Konoe, político japonés (n. 1891).
- 21 de diciembre: George Patton, militar estadounidense (n. 1885).

## Arte y literatura
- Ivo Andrić: Un puente sobre el Drina, Crónica de Travnik, La señorita.
- Agatha Christie: Cianuro espumoso.
- George Orwell: Rebelión en la granja.
- Evelyn Waugh: Retorno a Brideshead.
- Jacinto Benavente: La infanzona.
- J. B. Priestley: Ha llegado un inspector.
- Ernesto Sabato: Uno y el Universo.
- Aldous Huxley: La filosofía perenne.
- Karl Popper: La sociedad abierta y sus enemigos.
- Bertrand Russell: Historia de la filosofía occidental.
- Carmen Laforet: Nada.

## Deporte
- El FC Barcelona se proclama campeón de la Liga española de fútbol, consiguiendo su segundo título en esta competición.
- El FC Barcelona se proclama campeón de la Copa del Rey de Baloncesto.
- Inauguración del Estadio George Capwell de propiedad del Club Sport Emelec en la ciudad de Guayaquil.
- Se funda en Quito al club de fútbol Sociedad Deportiva Aucas.
- Inauguración del Estadio Lluís Sitjar de propiedad del Real Club Deportivo Mallorca en la ciudad de Palma de Mallorca
- Se funda el Club Deportivo Numancia de Soria.
- Se funda el Club de Fútbol Monterrey en México
- Se funda el Club Atlético Brown en Argentina.

## Ciencia y tecnología
- Clínica Mayo: Primer uso de la estreptomicina en el tratamiento de la tuberculosis.
- Fundación de la Unesco.
- Grand Rapids, Míchigan es la primera ciudad en el mundo con agua fluorada como método para prevenir la caries dental.

## Cine
- 120 rue de la Gare (120 rue de la Gare), de Jacques Daniel-Norman.
- Al morir la noche ("Dead Of Night") de Alberto Cavalcanti.
- Alma en suplicio ("Mildred Pierce") de Michael Curtiz.
- ¿Ángel o diablo? ("Fallen Angel"), de Otto Preminger.
- Las campanas de Santa María ("The Bells Of St. Mary's") de Leo McCarey.
- Breve encuentro ("Brief Encounter") de David Lean.
- Canción Inolvidable ("A Song To Remember") de Charles Vidor.
- El capitán Kidd (Captain Kidd), de Rowland V. Lee.
- Cartas a mi amada ("Love Letters") de William Dieterle.
- César y Cleopatra ("Caesar and Cleopatra"), de Gabriel Pascal.
- El código del amor ("Sing Your Way Home"), de Anthony Mann.
- El desvío ("Detour") de Edgar G. Ulmer.
- Días sin huella ("The Lost Weekend") de Billy Wilder.
- Domingo de carnaval, de Edgar Neville.
- Dos en la oscuridad ("Two O´Clock Courage"), de Anthony Mann.
- El espíritu burlón ("Blithe Spirit"), de David Lean.
- Esta noche y todas las noches (Tonight and Every Night), de Victor Saville.
- La feria de ilusiones ("State Fair") de Walter Lang.
- El gran Flamarion ("The Great Flamarion"), de Anthony Mann.
- Los hombres que caminan sobre la cola del tigre ("Tora no o wo fumu otokotachi"), de Akira Kurosawa.
- El ladrón de cadáveres ("The Body Snatcher"), de Robert Wise.
- Lazos humanos ("A Tree Grows In Brooklyn"), de Elia Kazan.
- Levando anclas ("Anchors Aweigh"), de George Sidney.
- La luna vale un millón, de Florián Rey.
- Las llaves del Reino ("The Keys Of The Kingdom"), de John M. Stahl.
- La mujer del cuadro ("The Woman in the Window"), de Fritz Lang.
- Los niños del paraíso ("Les Enfants du Paradis") de Marcel Carné.
- No eran imprescindibles ("They Were Expendable") de John Ford y Robert Montgomery.
- Objetivo Birmania ("Objective, Burma!") de Raoul Walsh.
- Que el cielo la juzgue ("Leave Her To Heaven") de John M. Stahl.
- Rapsodia Azul ("Rhapsody In Blue") de Irving Rapper.
- Spellbound (Recuerda en España, Cuéntame tu vida en Argentina), de Alfred Hitchcock.
- El retrato de Dorian Gray, dirigida por Albert Lewin. Es una versión del libro de Oscar Wilde. Además ganó el Oscar a la mejor fotografía. Fue una de las primeras películas que combinaba el uso del color con el blanco y negro de forma dramática.
- Roma, ciudad abierta, de Roberto Rossellini.
- San Antonio ("San Antonio") de David Butler y Robert Florey.
- Sangre sobre el sol ("Blood On The Sun") de Frank Lloyd.
- Sé a donde voy ("I Know Where I´m Going!"), de Michael Powell y Emeric Pressburger.
- El sureño ("The Southerner") de Jean Renoir.
- Los tres caballeros ("The Three Caballeros") de Norman Ferguson.
- Los últimos de Filipinas (película), de Antonio Román.
- La vida en un hilo, de Edgar Neville.
- El valle del destino ("The Valley Of Decision") de Tay Garnett.
- Yolanda y el ladrón ("Yolanda and the Thief"), de Vincente Minnelli.
- La zarina ("A royal scandal"), de Ernst Lubitsch y Otto Preminger.

## Premios Nobel
- Física: Wolfgang Pauli
- Química: Artturi Ilmari Virtanen
- Medicina: Alexander Fleming, Ernst Boris Chain y Howard Walter Florey
- Literatura: Gabriela Mistral
- Paz: Cordell Hull